# Dia Escolar de la No-violència i la Pau

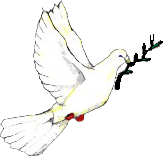
El colom, símbol de la Pau.

El Dia Escolar de la No-violència i la Pau (o el seu acrònim DENIP), conegut també com a Dia Mundial o Internacional de la No-violència i la Pau o Dia de la Pau, se celebra el 30 de gener i està dedicat a commemorar la cultura de la no-violència i la pau en els centres educatius per tal que esdevinguin defensors de la pau i l'entesa entre persones de diferent procedència i formes de pensar.

## Història
Aquesta jornada de reflexió va ser proposada l'any 1964 pel poeta i educador mallorquí Llorenç Vidal Vidal, i difosa posteriorment de forma internacional. Fou reconeguda pel Ministeri de Ciència i Tecnologia espanyol el 1974 i per l'ONU des de 1993.
Té lloc en escoles de tot el món el 30 de gener i propers en commemoració de l'aniversari de la mort de Mahatma Gandhi el 1948. Als països amb calendaris escolars propis de l'hemisferi sud pot commemorar-se el 30 de març i dies immediats.
El DENIP propugna una educació permanent en i per a la concòrdia, la tolerància, la solidaritat, el respecte als drets humans, la no-violència i la pau. El seu missatge bàsic diu: "Amor universal, No-violència i Pau. L'Amor universal és millor que l'egoisme, la No-violència és millor que la violència i la Pau és millor que la guerra".
Lanza del Vasto, deixeble directe del Mahatma Gandhi i fundador de la Comunitat de l'Arca, a una entrevista concedida a Sevilla (1976) va dir: "Sigui així a totes les vostres escoles. Establiu un dia dedicat a la No-violència".
Cinc anys després del seu reconeixement, l'ONU va proclamar el Decenni per una Cultura de la Pau (2001-2010). No s'ha de confondre amb el Dia Internacional de la Pau, establert posteriorment el 2001 i que se celebra el 21 de setembre a iniciativa de les Nacions Unides.

## Què fan les escoles el dia de la no-violència i la pau?
Les escoles de tot el món celebren el DENIP amb diferents actes. Els objectius del Dia Escolar de la No-violència i la Pau són:
- Sensibilitzar que la pau és molt més que l'absència de guerres i baralles.
- Conèixer i familiaritzar-se amb els conceptes d'amor universal, de no-violència i de pau positiva, així com amb els procediments de reivindicació no-violenta dels drets humans.
- Conèixer persones i/o grups que lluiten per la pau i la justícia al món.
- Saber resoldre els conflictes de manera pacífica i dialogant, és a dir, expressant les opinions de forma tranquil·la, clara i ordenada.
- Compartir una estona amb tots els alumnes i mestres amb la finalitat de celebrar la diada de la no-violència i la pau.

## Himne
Germans de les estrelles, lletra de Llorenç Vidal i música d'Andreu Bennàssar, és l'himne del DENIP. Existeix, entre altres idiomes, una versió castellana del mateix autor, una en eusquera feta per Martin Goenaga Irastorza, una en interlingua feta per Waldson Pinheiro (Brasil) i una en galaic-portuguès.